# Europol
Ne doit pas être confondu avec Eurojust.
Europol (European Union Agency for Law Enforcement Cooperation, anciennement European Police Office) est une agence européenne de police criminelle qui facilite l'échange de renseignements entre polices nationales en matière de stupéfiants, de terrorisme, de criminalité internationale et de pédocriminalité au sein de l'Union européenne.
La convention portant sa création a été signée et ratifiée par tous les États membres de l'Union européenne. Europol exerce l'ensemble de ses missions depuis le 1er juillet 1999.
Depuis le 1er janvier 2010, Europol est une agence communautaire (décision du Conseil Justice et Affaires intérieures du 6 avril 2009). Augmentant les pouvoirs de l'office en matière de criminalité transfrontalière, cette décision prévoit qu'il sera financé par le budget communautaire, mais également que le contrôle du Parlement européen sera accru.
Europol soutient les 27 États membres de l’Union européenne dans leur lutte contre la grande criminalité internationale et le terrorisme. L'agence collabore également avec plusieurs pays partenaires non membres de l’Union européenne et organisations internationales extérieures à l'UE.
1000 personnes, 220 officiers de liaison et une centaine d'analystes sont rattachés à EUROPOL.
Jusqu'au 1er mai 2018, son directeur était Rob Wainwright, date à laquelle la Belge Catherine De Bolle lui succède et devient la première femme à la tête de l'institution.

## Historique

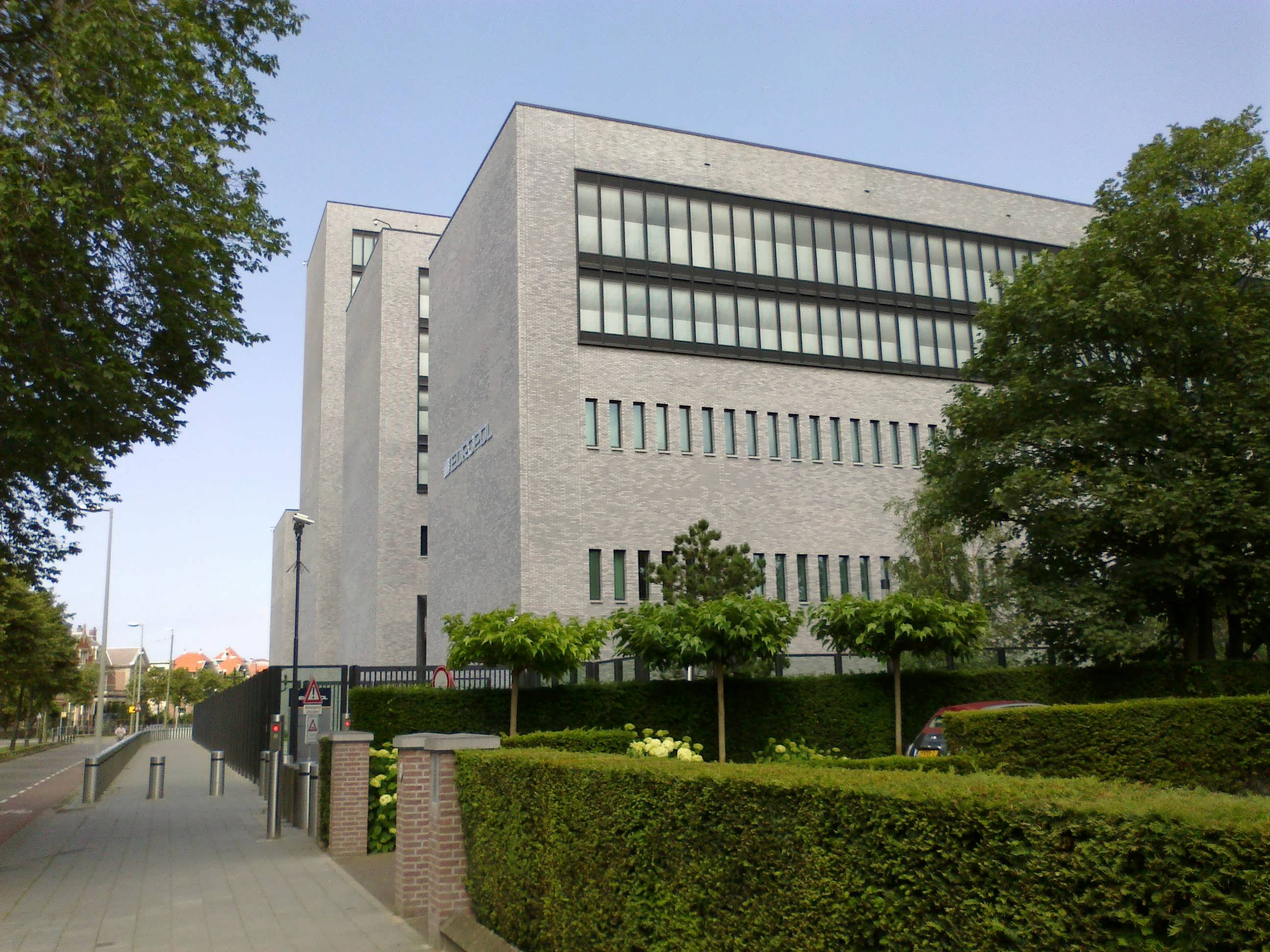
Siège d'Europol à la Haye (Pays-Bas).

Europol trouve ses racines dans le groupe ad hoc TREVI, une structure de coopération policière des douze États membres de la Communauté européenne, créée en 1976, et restée complètement secrète jusqu'en 1989.
A l'occasion du traité sur l'Union européenne signé à Maastricht le 7 février 1992, les États membres ont convenu de considérer comme une question d'intérêt commun la coopération policière en matière de prévention et de lutte contre le terrorisme, le trafic de drogue et d'autres formes graves de criminalité internationale, dans le cadre de l'organisation d'un système d'échange d'informations à l'échelle de l'Union au sein d'un Office européen de police (Europol).
L'unité « Drogues » d'Europol est créée par accord ministériel en 1993.
Cependant, Europol n'est devenu pleinement opérationnel que le 1er juillet 1999, après la ratification et l'adoption par tous les États membres des actes juridiques prévus par la « Convention Europol ». A cette occasion, Europol nomme son premier directeur, Jürgen Storbeck.

## Missions

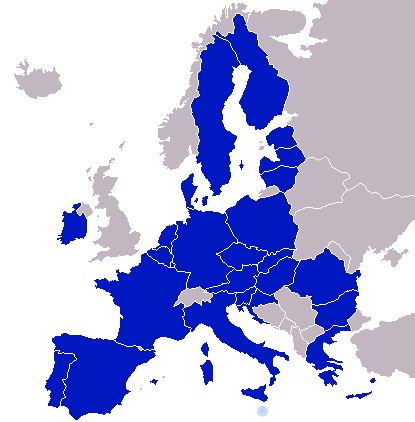
Carte des membres d'Europol.

Europol participe à la lutte contre la criminalité en Europe en améliorant la coopération entre les officiers de liaison Europol (OLE) détachés auprès de l'office par les États membres et par la transmission simplifiée d'informations nécessaires aux enquêtes. Il coordonne et centralise des enquêtes à l'encontre d'organisations criminelles de dimension européenne, voire internationale.
Europol est responsable devant le Conseil de l'UE en formation Justice et des Affaires intérieures, troisième pilier de l'Union européenne. Le Conseil est responsable du contrôle global et des orientations d'Europol. Il lui incombe de nommer le directeur, les directeurs adjoints et d'adopter le budget.
Chaque année depuis 2007, EUROPOL diffuse publiquement son rapport sur la situation et les tendances du terrorisme en Europe (Rapport TE-SAT), qui présente une analyse détaillée de la situation en matière de terrorisme dans l’Union européenne. Ce rapport, basé sur les chiffres officiels des États membres, présente les statistiques détaillées des phénomènes terroristes jihadistes et extrémistes (extrême-gauche et extrême-droite).
En novembre 2016, Europol a mis en ligne un calendrier de l'Avent avec un criminel recherché chaque jour par les polices européennes,.

Armoiries d'Europol.

Europol est également un acteur de la lutte contre la cybercriminalité à travers le Centre européen de lutte contre la cybercriminalité. Face au développement des ransomwares Europol est ainsi à l’initiative, avec la police néerlandaise et les sociétés Kaspersky Lab et McAfee, de la plateforme No More Ransom dont le but est d'aider les victimes des rançongiciels à retrouver leurs données chiffrées sans avoir à payer les criminels.
En 2022, l’European Data Protection Supervisor, une agence chargée de contrôler tous les organismes et les institutions de l’Union européenne (UE) dans le domaine de la gestion des données personnelles somme Europol de faire le ménage dans plus de quatre pétaoctets de données accumulées et non triées.

## Dans la culture populaire
- La fin de la série Inspecteur Derrick est basée sur la promotion de son personnage principal, l'inspecteur principal Stephan Derrick (Horst Tappert), à Europol.
- Dans le film Ocean's Twelve, le personnage d'Isabel Lahiri (Catherine Zeta-Jones), qui enquête sur la bande de Danny Ocean, appartient à Europol.
- Dans la série télévisée The Team, une équipe commune d'enquête d'Europol fait des investigations sur une série d'homicides.
- Dans la série The Spiral, des membres d'Europol enquêtent sur le vol de six toiles de maîtres dans six musées européens par des artistes contestataires.
- Dans la série La casa de papel, les agents de Europol préviennent les agents du bureau du renseignement où se trouvent les malfaiteurs « Rio » et « Tokyo ».

## Autres activités
Europol soutient le Projet Sirius visant à répondre au besoin d'accès aux données situées à l'étranger, notamment des réseaux sociaux.
Europol a participé à l'Operation Bouclier de Troie avec les smartphones ANOM et qui a permis plus de 800 arrestations dans le monde de la drogue principalement. Cette opération a été appelée Greenlight en Europe.

### Lectures complémentaires
- « Europol : La Haye d'honneur », Les dossiers du Canard enchaîné, no 141,‎ octobre 2016, p. 96
- Dehousse Franklin et Zgajewski Tania, « La Convention Europol : Un tournant pour la coopération policière européenne ? », Courrier hebdomadaire du CRISP, nos 32/1997 (n° 1577-1578),‎ 1997, p. 1-45 (DOI 10.3917/cris.1577.0001, lire en ligne)
- Alexandra De Moor et Gert Vermeulen, « Europol, quoi de neuf ? Une approche critique de la décision Europol », Revue internationale de droit pénal, vol. 82, nos 1/2011,‎ 2011, p. 157-187 (DOI 10.3917/ridp.821.0157, lire en ligne)
- (en) Alfredo Nunzi, « European Police Office Chronicle », Revue internationale de droit pénal, vol. 82, nos 1/2011,‎ 2011, p. 211-218 (DOI 10.3917/ridp.821.0211, lire en ligne)
- Michel Richardot, « Interpol, Europol », Pouvoirs, no 102 (3/2002),‎ 2002, p. 77-85 (DOI 10.3917/pouv.102.0077, lire en ligne)
- Émile Pérez, « Polices d'Europe », Pouvoirs, no 102 (3/2002),‎ 2002, p. 71-76 (DOI 10.3917/pouv.102.0071, lire en ligne)
- Amandine Scherrer, Antoine Mégie et Valsamis Mitsilegas, « La stratégie de l’Union européenne contre la criminalité organisée : entre lacunes et inquiétudes », Cultures & Conflits, no 74,‎ été 2009 (DOI 10.4000/conflits.17442, lire en ligne, consulté le 10 décembre 2016)
- Sylvia Preuss-Laussinotte, « L’élargissement problématique de l’accès aux bases de données européennes en matière de sécurité », Cultures & Conflits, no 74,‎ été 2009 (DOI 10.4000/conflits.17441, lire en ligne, consulté le 10 décembre 2016)
- Jean-Claude Paye, « La coopération policière et judiciaire entre les États-Unis et l’Europe », Les Temps Modernes, nos 1/2004 (n° 626),‎ 2004, p. 143-160 (DOI 10.3917/ltm.626.0143, lire en ligne)
- Raphaël Mathieu, « La défense européenne contre le terrorisme », Courrier hebdomadaire du CRISP, nos 21/2005 (n° 1886),‎ 2005, p. 5-42 (lire en ligne)
- Coosemans Thierry, « Le renforcement de la sécurité intérieure de l'Union européenne », Courrier hebdomadaire du CRISP, nos 28/2002 (n° 1773),‎ 2002, p. 5-52 (DOI 10.3917/cris.1773.0005, lire en ligne)
- « Les mineurs disparus d’Europol », Plein droit, nos 1/2016 (n° 108),‎ 2016, p. 1-2 (DOI 10.3917/pld.108.0001, lire en ligne)
- Alain Bauer et Christophe Soullez, Les fichiers de police et de gendarmerie, Paris, Presses universitaires de France, coll. « Que sais-je ? », 2011, 2e éd. (1re éd. 2009), 128 p. (ISBN 978-2-13-059116-0), chap. 2 (« État des lieux »)
- Magali Sabatier, La Coopération policière européenne, Paris, L'Harmattan, coll. « Sécurité et société », 2001